# Zaglyptus facifidus
Zaglyptus facifidus är en stekelart som beskrevs av Baltazar 1961. Zaglyptus facifidus ingår i släktet Zaglyptus och familjen brokparasitsteklar. Inga underarter finns listade i Catalogue of Life.